# Hay bale maze
Hay bale maze es el 149° episodio de la serie de televisión norteamericana Gilmore Girls, de la séptima temporada.

## Resumen del episodio
El festival de primavera del heno llega a Stars Hollow, y Taylor es el más emocionado con la idea de realizarlo, pero la gente del pueblo no comparte su opinión. De todas maneras, Taylor manda a que se edifique por toda la plaza del pueblo, con bastante heno, un gran laberinto, el cual resulta ser la atracción principal de la festividad. Rory regresa de Providence luego de una entrevista con un diario, y junto a su novio Logan, quien está desocupado por ahora, decide pasar el fin de semana en su casa de Stars Hollow. En tanto, Lorelai y Michel están bastante ocupados con todos los clientes que reciben en el Dragonfly, como producto de la época. Lorelai tiene la oportunidad de compartir un momento con su hija y Logan, y descubre que este, pese a los errores que ha cometido, parece ser un buen hombre para Rory. Además, nota también que la relación entre ellos dos se ha vuelto mucho más seria y fuerte. Luke nota que su hija April ya ha madurado bastante y que no es la misma niñita de antes. Finalmente, y cuando cada uno de los dos está buscando cómo salir del impresionante laberinto de heno, Lorelai y Luke se encuentran e intentan justificar cada uno los errores que cometieron e hicieron que su relación se arruinara.

## Trivia
- Luke le dice a Lorelai, para salir del laberinto ve a la "izquierda y dos derechas", pero se ve que de esa manera no lo lograríá aún. Además, ella no dobla a la izquierda, sino que primero sigue derecho.

- Datos: Q5892944